# Теколот (Нью-Мексико)
Теколот (англ. Tecolote) — переписна місцевість (CDP) в США, в окрузі Сан-Мігель штату Нью-Мексико. Населення — 234 особи (2020).

## Географія
Теколот розташований за координатами 35°27′38″ пн. ш. 105°17′3″ зх. д. / 35.46056° пн. ш. 105.28417° зх. д. (35.460419, -105.284209).  За даними Бюро перепису населення США в 2010 році переписна місцевість мала площу 14,57 км², уся площа — суходіл.

## Демографія
Згідно з переписом 2010 року, у переписній місцевості мешкало 298 осіб у 102 домогосподарствах у складі 76 родин. Густота населення становила 20 осіб/км².  Було 124 помешкання (9/км²).
Расовий склад населення:
| - 70,8 % — білих - 1,7 % — корінних американців - 0,3 % — азіатів - 25,2 % — осіб інших рас |

До двох чи більше рас належало 2,0 %. Частка іспаномовних становила 92,6 % від усіх жителів.
За віковим діапазоном населення розподілялося таким чином: 29,5 % — особи молодші 18 років, 58,1 % — особи у віці 18—64 років, 12,4 % — особи у віці 65 років та старші. Медіана віку мешканця становила 32,0 року. На 100 осіб жіночої статі у переписній місцевості припадало 96,1 чоловіків;  на 100 жінок у віці від 18 років та старших — 90,9 чоловіків також старших 18 років.
Цивільне працевлаштоване населення становило 20 осіб. Основні галузі зайнятості: мистецтво, розваги та відпочинок — 55,0 %, будівництво — 45,0 %.